# Скворка

Скворка — река в России, протекает в Залегощенском районе Орловской области. Правый приток Неручи.

## География
Река Скворка берёт начало южнее села Верхнее Скворчее. Течёт на север. Устье реки находится у деревни Котлы в 22 км по правому берегу реки Неручь. Длина реки составляет 16 км, площадь водосборного бассейна 87,4 км². 

## Данные водного реестра
По данным государственного водного реестра России относится к Окскому бассейновому округу, водохозяйственный участок реки — Ока от города Орёл до города Белёв, речной подбассейн реки — бассейны притоков Оки до впадения Мокши. Речной бассейн реки — Ока.
По данным геоинформационной системы водохозяйственного районирования территории РФ, подготовленной Федеральным агентством водных ресурсов:
- Код водного объекта в государственном водном реестре — 09010100212110000018292
- Код по гидрологической изученности (ГИ) — 110001829
- Код бассейна — 09.01.01.002
- Номер тома по ГИ — 10
- Выпуск по ГИ — 0